# 浜れい子
浜 れい子 (はま れいこ、1938年9月30日 - ) は、日本のハワイアン歌手。

## 人物・経歴
東京府東京市目黒区生まれ。本名は鈴川誠子。
最初はシャンソン歌手として本名で活動。その後、ハワイアンに転向し、ポス宮崎に師事。
1960年8月、ポス宮崎とコニー・アイランダースのメンバーとしてデビュー。
1961年、横塚ヨシエとアイランド・シスターズというデュオを組み、オムニバス・アルバム『ハワイアン・オールスターズ』(日本コロムビア)に参加。
1962年、ハワイアン音楽評論家である早津敏彦の命名で「浜れい子」に改名。東芝音楽工業からソロ・デビュー。
1967年、テイチク傘下のユニオン・レーベルに移籍。シングル「カスバの女」が話題となった。

## ディスコグラフィー

### シングル
- 浜れい子 / 珊瑚礁のかなたに (東芝音楽工業 JP-5214、1963.07。バックはポス宮崎とコニー・アイランダース。A面はジョージ松下とアイランド・キング「夜のくちづけ」)
- 浜れい子 / カスバの女 c/w 宮沢昭 / カスバの女 (ユニオン/テイチク US-525-J、1967.05)
- 浜れい子 / いつになったら c/w 私だけを愛して (ユニオン/テイチク US-522-J、1967.06)
- 浜れい子 / タイニー・バブルス c/w 真珠貝の歌 (ユニオン/テイチク US-531-J、1967.07)

### LP
- V.A. / ハワイアン・オールスターズ (日本コロムビア AL-5006、1961.05) *大橋節夫、大塚龍男、山口銀次、小林隆、ジョージ松下。鈴川誠子名義で参加
- 浜れい子、島さゆり / 二人の可愛いハワイアン歌手 (東芝音楽工業 JPO-1196、1962.08。バックは小林隆とブルー・ハワイアンズ)
- V.A. / ハワイアン・フェスティヴァル (東芝音楽工業 TP-7002、1964.06) *ポス宮崎、大橋節夫、大塚龍男、小林隆、ジョージ松下、エセル中田との共同名義